# Leșu (gmina)
Leșu – gmina w Rumunii, w okręgu Bistrița-Năsăud. Obejmuje miejscowości Leșu i Lunca Leșului. W 2011 roku liczyła 2510 mieszkańców.